# Solenopsis weyrauchi
Solenopsis weyrauchi är en myrart som beskrevs av Trager 1991. Solenopsis weyrauchi ingår i släktet eldmyror, och familjen myror. Inga underarter finns listade i Catalogue of Life.